# Phlegmacium flavivelatum
Phlegmacium flavivelatum (лат.) — шляпочный гриб рода Phlegmacium семейства паутинниковые (Cortinariaceae). Впервые описанный в 2014 году как Cortinarius flavivelatus, он был реклассифицирован в 2022 году на основе молекулярных данных. Гриб имеет липкую шляпку размером 5–8 см, окрашенную в оливково-коричневый или охристый цвет, выемчатые (зазубренные) пластинки, цвет которых меняется от бледно-голубоватого до коричневатого, и беловатую ножку с характерными остатками жёлтого покрывала, образующего пояски. Вид близкородственен Phlegmacium pini, который отличается белым покрывалом и более крупными спорами. Известно, что этот вид встречается только в бореальных хвойных лесах Швеции, где он был собран в еловой пустоши с соснами и берёзами.

## Таксономия
В 2022 году семейство Паутинниковые (Cortinariaceae), которое ранее включало только один род Паутинник (Cortinarius), было реклассифицировано на основе геномных данных и разделено на роды Cortinarius, Aureonarius, Austrocortinarius, Calonarius, Cystinarius, Hygronarius, Mystinarius, Phlegmacium, Thaxterogaster и Volvanarius. В результате этой работы многочисленные виды Cortinarius были переведены в эти роды, а также было описано много новых видов.
Первоначально Phlegmacium flavivelatum был описан в 2014 году микологами Илккой Кютёвуори, Каре Лииматайненом и Туулой Нисканен, которые классифицировали его как Cortinarius flavivelatus. Типовой экземпляр был собран 15 августа 2015 года Кютёвуори (коллекционный номер 98-885) в Швеции. Он был обнаружен в провинции Норрботтен недалеко от города Паяла, в местности Юносуандо на территории заповедника. Местом произрастания был относительно сухой лес из ели европейской (Picea abies), в котором также встречались сосны (Pinus) и берёзы (Betula), перемежаемый открытыми луговыми участками. Этот таксон первоначально был отнесён к подроду Phlegmacium крупного рода грибов Cortinarius.
Видовой эпитет flavivelatum (первоначально flavivelatus) — от лат. velum, что означает «покрывало» и лат. flavium, что означает «жёлтый», что указывает на жёлтый цвет покрывала. В 2022 году вид был перенесён из рода Cortinarius и реклассифицирован как Phlegmacium flavivelatum на основании молекулярных данных.

## Описание
Phlegmacium flavivelatum — пластинчатый гриб с плодовым телом среднего размера. Шляпка имеет диаметр 5–8 см, изначально полусферическая или выпуклая, позднее становится плоско-выпуклой. Поверхность шляпки липкая, с тонкими, нитевидными волокнами, оливково-коричневая или охристо-коричневая в центре, выцветающая до более светлых тонов к краю, и имеет гигрофанные штрихи.
Пластинки выемчатые (образуют «зубчатое» прикрепление к ножке) и расположены густо. В молодом возрасте они имеют характерную бледно-голубоватую окраску, позже приобретая бледно-коричневый оттенок с голубоватым оттенком. Ножка длиной 6–10 см, толщиной на верхушке 1–1,8 см, расширяясь у основания до 1,5–2,5 см, имеет булавовидную или почти цилиндрическую форму. Ножка преимущественно беловатая, с голубоватым оттенком на верхушке.
Отличительной чертой этого вида является его жёлтое покрывало, которое образует пояски на ножке и имеет несколько вязкую текстуру. Мякоть белая по всей шляпке и нижней части ножки, но имеет голубоватый оттенок на верхушке ножки. Гриб имеет невыраженный запах и не проявляет реакции при тестировании с раствором гидроксида калия (KOH). Высушенные образцы (exsiccata) имеют тёплую желтовато-красновато-коричневую шляпку и беловатую ножку.
Под микроскопом Phlegmacium flavivelatus демонстрирует отличительные особенности. Базидиоспоры имеют миндалевидную или лимонную форму, размером около 9,1–10,9 × 5,0–5,9 мкм, с мелкобородавчатой поверхностью. Внутренняя структура гриба содержит различные окрашенные элементы: спорообразующие клетки (базидии) имеют булавовидную форму и бледно-коричневые; ткань пластинки содержит тёмные зерна. Поверхность ножки покрыта переплетёнными нитями с красновато-чёрными гранулами; кутикула шляпки состоит из желатинового слоя охристо-коричневых нитей, расположенных поверх хорошо развитого красновато-коричневого слоя под ними; оба слоя содержат тёмно-коричневые зернистые отложения.

## Сходные виды
Близкородственный вид Phlegmacium pini отличается от P. flavivelatum белым покрывалом и более крупными спорами.

## Экология и ареал
Известно, что Phlegmacium flavivelatus встречается только в бореальных хвойных лесах Швеции.